# أليسون روجرز
أليسون روجرز (بالإنجليزية: Alison Rogers)‏ هي صحفية أمريكية، ولدت في 1966.